# Mănăstirea Cetățuia (județul Buzău)
Mănăstirea Cetățuia este o mănăstire ortodoxă din România situată în satul Haleș, județul Buzău.